# Каньковски, Петр
Петр Каньковски (чеш. Petr Kaňkovský; 20 января 1969, Йиглава, Чехословакия) — бывший чешский хоккеист, нападающий. Лучший снайпер Чешской Экстралиги 1994 года. Сейчас работает тренером по подготовке хоккеистов.

## Биография
Петр Каньковски начал свою хоккейную карьеру в родном городе Йиглава.
С 1987 по 1993 год играл в чемпионате Чехословакии за команду «Дукла» Йиглава. В 1991 году стал чемпионом Чехословакии.
С 1993 по 2003 год выступал в чешской Экстралиги за «Злин», «Зноймо», «Ческе-Будеёвице». Самым лучшим сезоном для Петра Каньковски стал сезон 1993/94 в составе «Злина»: он стал лучшим снайпером регулярного чемпионата Экстралиги, забросив 28 шайб. В 1999 году помог клубу «Зноймо» впервые в своей истории выйти в Экстралигу. В 2004 году стал главным творцом возвращения родной команды «Дукла» Йиглава в Экстралигу, став лучшим бомбардиром чемпионата и плей-офф чешской первой лиги.
В сезоне 2004/05 нигде не играл, был главным тренером «Млады Болеслав».
С 2005 по 2007 год играл за «Бенатки-над-Йизероу» и йиглавскую «Дуклу» во второй и первой чешских лигах соответственно.
В 2007 года снова перешёл на тренерскую работу. Тренировал «Младу Болеслав» (впервые в истории вывел клуб в чешскую Экстралигу), «Гавиржов», был спортивным менеджером и главным тренером «Дуклы».
В 2010 году вернулся в хоккей. Провёл 2 сезона в чешской второй лиге за клуб «Техника» Брно и в немецкой пятой лиге за «Мосбург».
Завершил игровую карьеру в 2012 году, стал тренером юниорской команды «Мосбурга». С 2014 по ноябрь 2016 года был главным тренером «Мосбурга».
С 2017 по 2019 год тренировал клуб «Сан-Диего Сэйберс», который принадлежит бывшему чешскому хоккеисту Томашу Капусте.
Сейчас работает тренером по подготовке хоккеистов.

## Достижения

### Командные
Чемпион Чехословакии 1991
 Чемпион чешской первой лиги 1998, 1999 и 2004
 Серебряный призёр чешской Экстралиги 1995

### Личные
- Лучший снайпер чешской Экстралиги 1994 (28 шайб)
- Лучший бомбардир чешской первой лиги 2004 (59 очков) и 2007 (71 очко)
- Лучший бомбардир плей-офф чешской первой лиги 2003 (14 очков) и 2004 (13 очков)
- Лучший ассистент плей-офф чешской первой лиги 2002 (8 передач), 2003 (10 передач) и 2004 (8 передач)
- Лучший ассистент чешской первой лиги 2003 (34 передачи), 2004 (42 передачи) и 2007 (47 передач)

## Статистика
- Чешская Экстралига (чемпионат Чехословакии) — 546 игр, 466 очков (217+249)
- Переходные игры за право играть в Экстралиге — 23 игры, 29 очков (9+11)
- Чешская первая лига — 297 игр, 354 очка (123+231)
- Чешская вторая лига — 49 игр, 42 очка (13+29)
- Сборная Чехии (Чехословакии) — 18 игр, 1 гол
- Всего за карьеру — 933 игры, 363 гола

## Семья
Петр Каньковски из хоккейной семьи. Его старший брат Роман (род. 15.02.1965) — бывший хоккеист, сыгравший на позиции защитника более 400 матчей в чемпионатах Чехословакии и Чехии. Оба сына Петра Каньковски, близнецы Йозеф и Карел (оба род. 02.01.1998) играли в хоккей под руководством отца в Германии и США.